# Дрімлюга субтропічний
Дрімлюга субтропічний (Caprimulgus solala) — вид дрімлюгоподібних птахів родини дрімлюгових (Caprimulgidae). Цей рідкісний, малодосліджений вид відомий за одним зразком, зібраним в Ефіопії.

## Відкриття
3 вересня 1990 року в Національному парку Нечісар на півдні Ефіопії були знайдені рештки субтропічниого дрімлюги, імовірно, кілька днів перед тим збитого машиною. Зразок був значно пошкоджений, цілим залишилося лише ліве крило, за яким вид і був описаний у 1995 році. Видова назва solala походить від сполучення слів лат. solus — тільки і ala — крило.

## Опис
Імовірно, субтропічний дрімлюга має темне, слабо поцятковане забарвлення, і загалом є подібний на самицю ангольського дрімлюги-прапорокрила. Принаймні два крайніх стернових пера мають білі кінчики. Крила мають округлу форму, на покривнних перах крил є великі охристі плями. Крім того, на махових перах є широка, світло-охриста смуга, незвично далеко розташована від края крила.

## Поширення і екологія
Попередньо вважається, що субтропічний дрімлюга є рідкісним ендеміком рівнин Нечісар, де вони живуть на луках, на висоті 1200 м над рівнем моря. У 2009 році в цьому регіоні повідомлялося про спостреження кількох відносно великих рудувато-коричневих дрімлюг з білими плямами на хвості і світлими плямами на крилах. Однак під час експедиції 2017 року науковціям не вдалося знайти предстаника цього виду.